# Damien Dante Wayans
Damien Dante Wayans (* 29. April 1980 in New York) ist ein amerikanischer Schauspieler, Autor, Produzent und Regisseur. Er ist Mitglied der Wayans Familie.

## Leben und Karriere
Damien begann seine Karriere 1987 in Eddie Murphys Conzert Film Eddi Murphy Raw. Er spielte mit seinem Onkel Damon Wayans in Auf Kriegsfuß mit Major Payne.
Sein Regiedebüt gab er mit dem Film Dance Flick – Der allerletzte Tanzfilm. Dieser wurde von den Wayans Brüder, welche aus Keenen Ivory Wayans, Damon Wayans, Kim Wayans, Elvira Wayans, Shawn Wayans und Marlon Wayans bestehen und deren Neffe er ist, geschrieben. Er ist der Sohn von deren Geschwister Elvira Wayans und dem Bruder von Chaunté Wayans. Damon Wayans, Jr., Craig Wayans und Michael Wayans sind seine Cousins.
2009 gründete er mit seinem Cousin Craig eine Film- und TV-Produktionsfirma namens Second Generation Entertainment.

## Filmografie (Auswahl)
Schauspieler
- 1995: Auf Kriegsfuß mit Major Payne (Major Payne)
- 1996: Hip Hop Hood – Im Viertel ist die Hölle los (Don't Be a Menace to South Central While Drinking Your Juice in the Hood)
- 1999: Flüchtiger Ruhm (Passing Glory, Fernsehfilm)
- 2000: Freedom Song (Fernsehfilm)
- 2003: Malibu’s Most Wanted
- 2005: Edison
- 2006: Man About Town
- 2006: Little Man
- 2013: Second Generation Wayans (Fernsehserie)
- 2014: Single Ladies (Fernsehserie)

Regisseur
- 2001–2005: What’s Up, Dad? (Fernsehserie)
- 2006: The Underground (Fernsehserie)
- 2009: Dance Flick – Der allerletzte Tanzfilm (Dance Flick)